# Rimatara (comune)
Rimatara è un comune di 785 abitanti nella Polinesia francese nelle isole Australi.
Il comune comprende cinque isole:
- Rimatara 7,83 km²
- Isolotto Maria 1,3 km², un atollo disabitato con quattro isolotti.

Il comune comprende 3 comuni associati de:
- Amaru (265 abitanti) (capoluogo)
- Mutuaura (299 abitanti), con l'Isolotto Maria
- Anapoto (221 abitanti)